# Fresh (film, 2022)
Pour les articles homonymes, voir Fresh.
 (mars 2022).
La mise en forme du texte ne suit pas les recommandations de Wikipédia : il faut le « wikifier ».
Les points d'amélioration suivants sont les cas les plus fréquents. Le détail des points à revoir est peut-être précisé sur la page de discussion.
- Les titres sont pré-formatés par le logiciel. Ils ne sont ni en capitales, ni en gras.
- Le texte ne doit pas être écrit en capitales (les noms de famille non plus), ni en gras, ni en italique, ni en « petit »…
- Le gras n'est utilisé que pour surligner le titre de l'article dans l'introduction, une seule fois.
- L'italique est rarement utilisé : mots en langue étrangère, titres d'œuvres, noms de bateaux, etc.
- Les citations ne sont pas en italique mais en corps de texte normal. Elles sont entourées par des guillemets français : « et ».
- Les listes à puces sont à éviter, des paragraphes rédigés étant largement préférés. Les tableaux sont à réserver à la présentation de données structurées (résultats, etc.).
- Les appels de note de bas de page (petits chiffres en exposant, introduits par l'outil «  Source ») sont à placer entre la fin de phrase et le point final[comme ça].
- Les liens internes (vers d'autres articles de Wikipédia) sont à choisir avec parcimonie. Créez des liens vers des articles approfondissant le sujet. Les termes génériques sans rapport avec le sujet sont à éviter, ainsi que les répétitions de liens vers un même terme.
- Les liens externes sont à placer uniquement dans une section « Liens externes », à la fin de l'article. Ces liens sont à choisir avec parcimonie suivant les règles définies. Si un lien sert de source à l'article, son insertion dans le texte est à faire par les notes de bas de page.
- La présentation des références doit suivre les conventions bibliographiques. Il est recommandé d'utiliser les modèles {{Ouvrage}}, {{Chapitre}}, {{Article}}, {{Lien web}} et/ou {{Bibliographie}}. Le mode d'édition visuel peut mettre en forme automatiquement les références.
- Insérer une infobox (cadre d'informations à droite) n'est pas obligatoire pour parachever la mise en page.

Pour une aide détaillée, merci de consulter Aide:Wikification.
Si vous pensez que ces points ont été résolus, vous pouvez retirer ce bandeau et améliorer la mise en forme d'un autre article.
Pour plus de détails, voir Fiche technique et Distribution.
Fresh, ou Fraîche au Québec, est un thriller horrifique américain réalisé par Mimi Cave, sorti en 2022.
Le film est présenté le 20 janvier 2022 au Festival du Film de Sundance.

## Synopsis
Noa, une jeune femme qui cherche désespérément l'amour à travers les sites et applications de rencontre, va faire la rencontre de Steve au supermarché de son quartier. Tous deux vont se donner rendez-vous et entamer une relation amoureuse. Très rapidement, Noa va se rendre compte que Steve n'est peut-être pas celui qu'elle croit et va découvrir en lui une part très sombre et des appétits particuliers.

## Fiche technique
- Titre : Fresh
- Titre québécois : Fraîche
- Réalisation : Mimi Cave
- Scénario : Lauryn Kahn
- Bande originale : Alex Somers
- Chef décorateur : Jennifer Morden
- Chef monteur : Martin Pensa

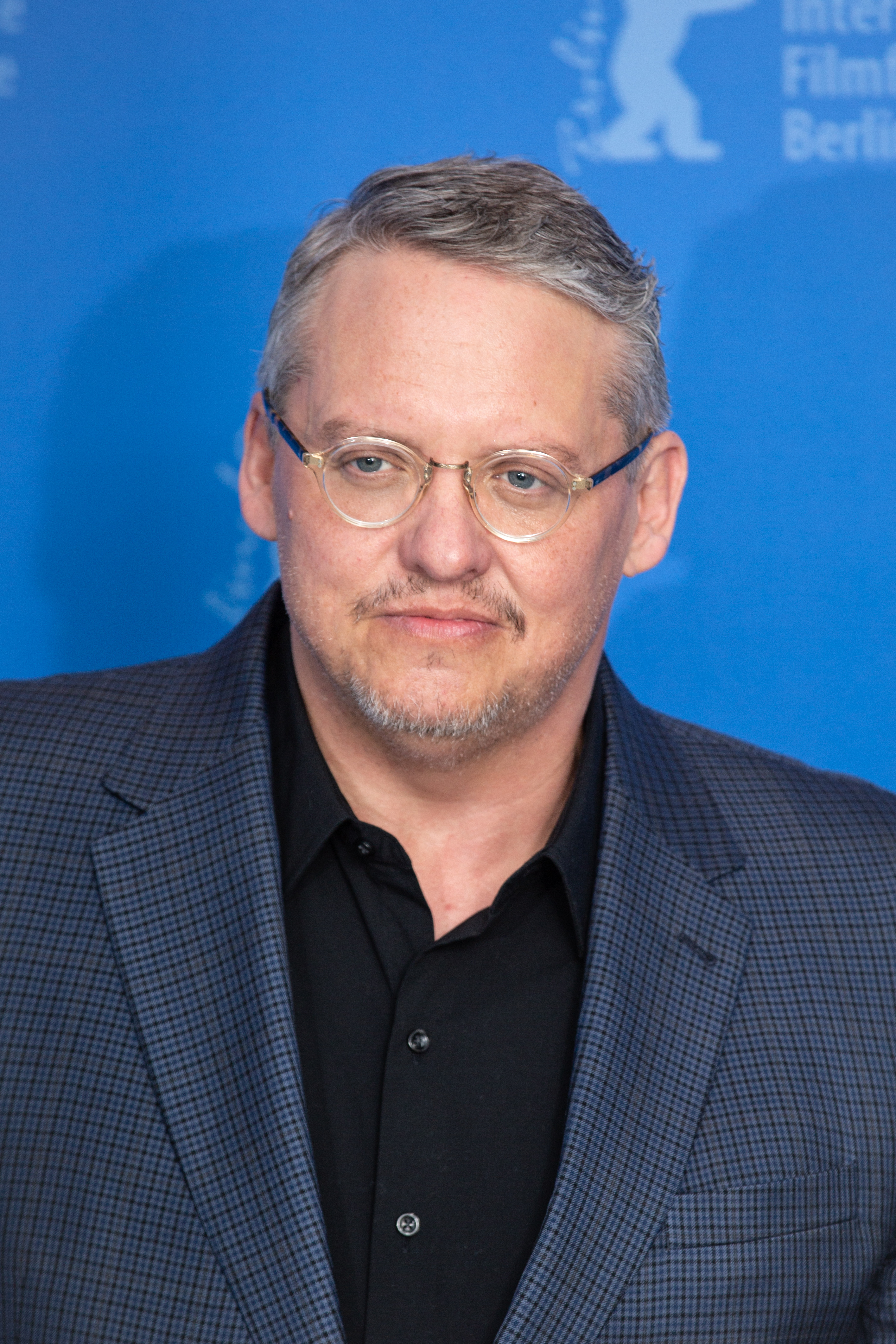
Adam McKay, producteur du film, en 2019

- Chef costumier : Christina Flannery
- Chef costumier : Athena Theny
- Ingénieur du son : Ann Scibelli
- Directeur du casting : Francine Maisler
- Directeur du casting : Molly Rose
- Directeur de la photographie : Pawel Pogorzelski
- Producteur : Adam McKay
- Producteur délégué : Lauryn Kahn
- Coproducteur : Maeve Cullinane
- Producteur délégué : Ron McLeod
- Producteur : Kevin J. Messick
- Sociétés de production : Legendary Pictures et Hyperobject Industries
- Société de distribution : Searchlight Pictures (via Hulu et Disney+)
- Pays : États-Unis, Canada
- Langue originale : anglais
- Format : couleur
- Genre : Comédie horrifique, thriller
- Date de sortie :
  - États-Unis, France : 4 mars 2022 (Hulu ; Disney+).
  - Royaume-Uni, Irlande : 18 mars 2022.

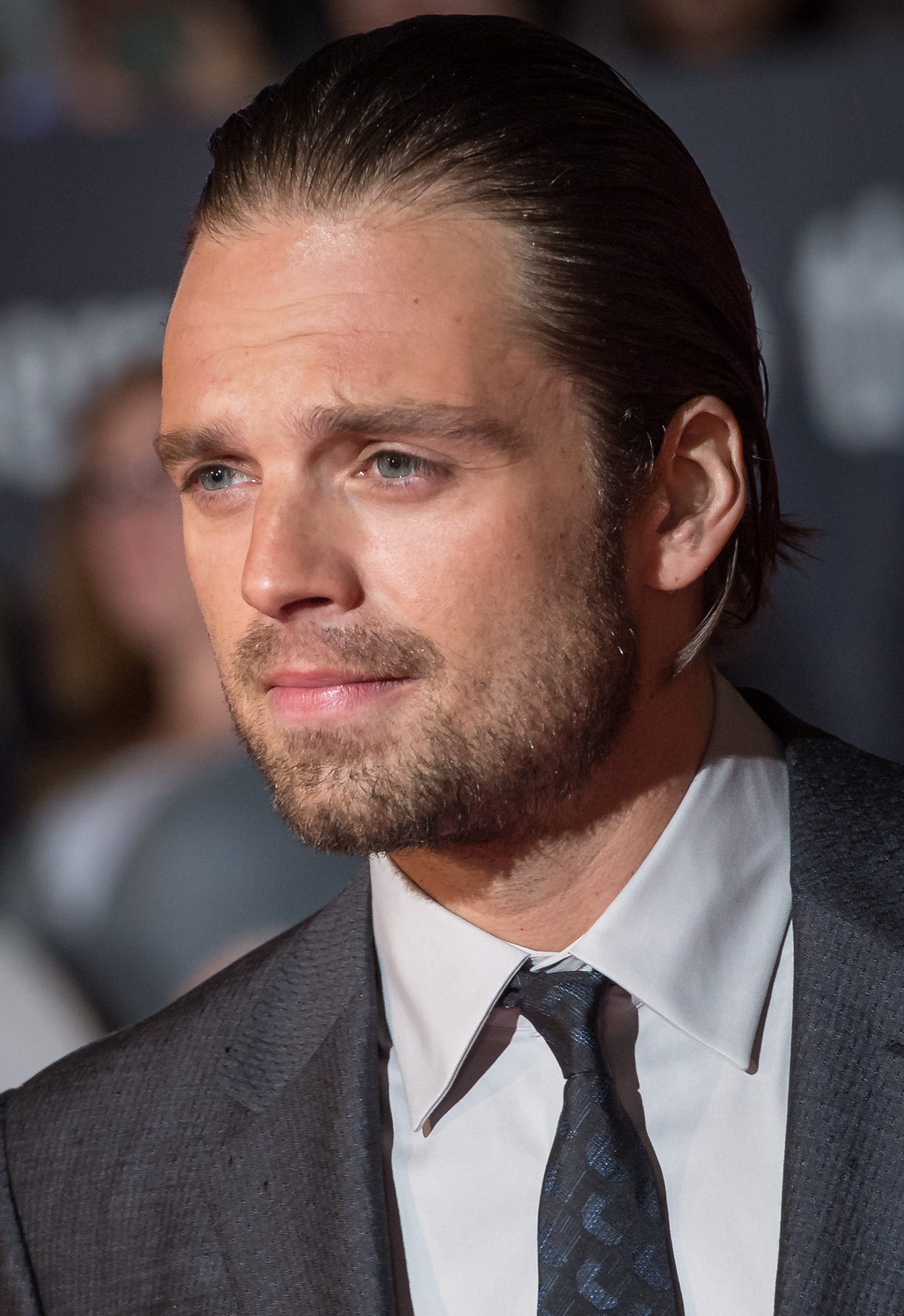
Sebastian Stan, qui joue Steve, en 2015.

- Durée : 1h54

## Distribution
- Daisy Edgar-Jones (VF : Kelly Marot) : Noa
- Sebastian Stan (VF : Axel Kiener) : Steve
- Jojo T. Gibbs (VF : Aurélie Konaté) : Mollie
- Charlotte Le Bon (VF : Victoria Grosbois) : Ann
- Andrea Bang (VF : Nastassja Girard) : Penny
- Dayo Okeniyi (VF : Baptiste Marc) : Paul
- Brett Dier (VF : Aurélien Raynal) : Chad
- Alina Maris : Melissa
- Frances Leigh : la mannequin
- Lachlan Quarmby : l’instructrice de kickboxing
- Sunghee Lapell (VF : Jade Nguyen) : serveuse

Version française

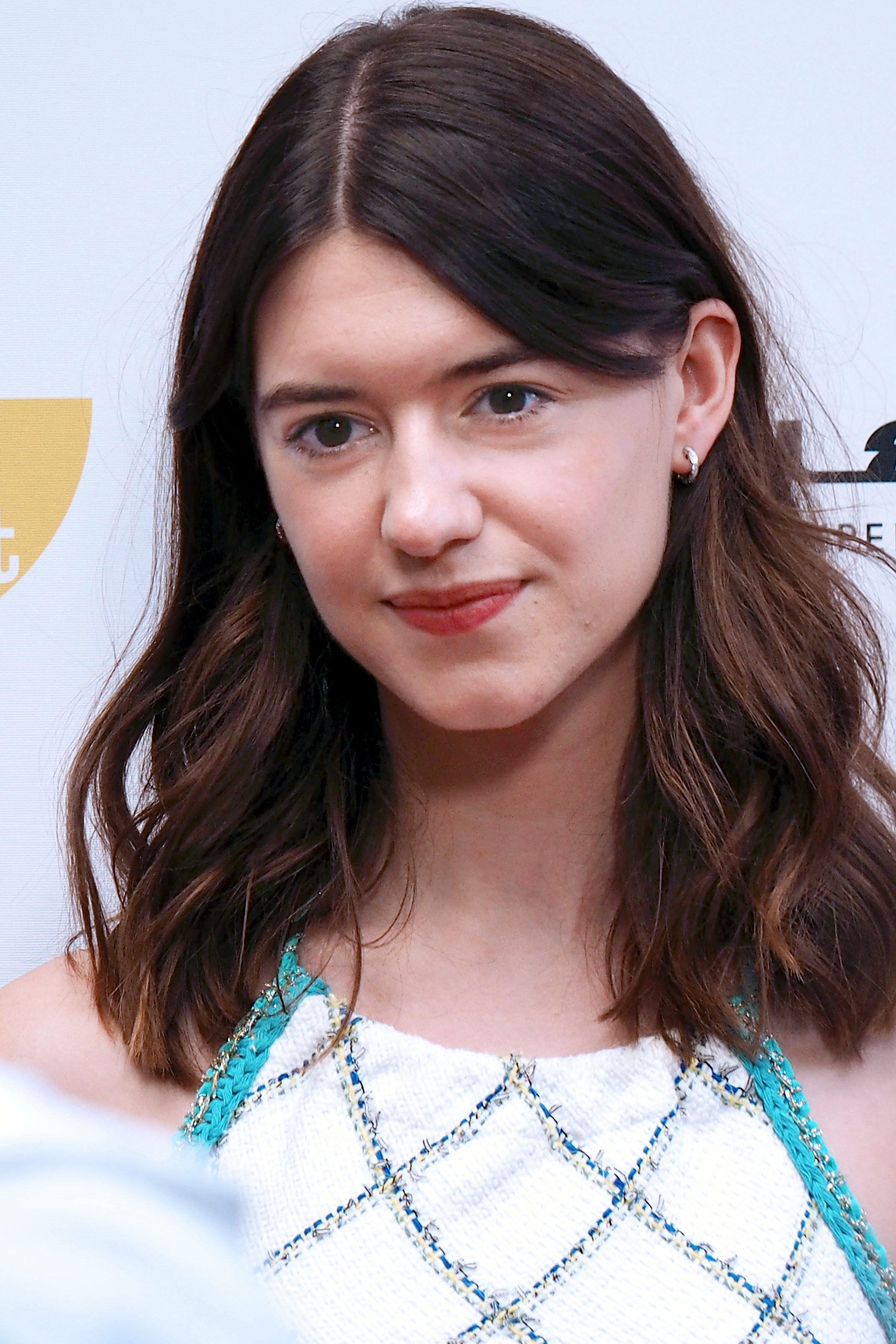
Daisy Edgar-Jones, qui joue Noa, en 2021.

- Studio de doublage : Dubbing Brothers
- Direction artistique : Danielle Perret
- Dialogues : Philippe Videcocq

## Production
Le film a été produit par Adam McKay (Don't Look Up) aux côtés de Kevin J. Messick et Maeve Cullinane.
La scénariste Lauryn Kahn, passionnée par le genre de l'horreur, a déclaré qu'elle voulait écrire un film qui plairait à la fois aux personnes passionnées par le genre mais aussi à celles qui ne le sont pas ou qui n'ont pas l'habitude d'en regarder.
En juillet 2020, il est annoncé que Mimi Cave dirigerait le film. C'est ses débuts en tant que réalisatrice de longs-métrages.
Sebastian Stan a auditionné pour le rôle de Steve en envoyant à Mimi Cave une vidéo de lui en train de danser dans sa cuisine, un couteau à la main.
Entre septembre et décembre 2020, Sebastian Stan, Daisy Edgar-Jones et Jojo T. Gibbins sont annoncés au casting du film.
Le tournage a lieu du 3 février au 17 mars 2021, en Colombie-Britannique, au Canada.
Le titre et le générique du film n'apparaissent qu'au bout de 33 minutes de film.
Dans une interview accordée à Première, Mimi Cave a déclaré avoir demandé à l’équipe du film de visionner une série de films. Le plus important était La Piel que habito, une grande source d’inspiration pour la réalisatrice qui admet s’être majoritairement inspirée de l’univers très colorés de Pedro Almodovar et pour l’excentricité et la complexité de ses personnages.
Elle admet aussi qu'elle n'a pas hésité longtemps pour le choix des acteurs : « Dès que j’ai appris qu’ils étaient inspirés par le script, j’ai su qu’ils étaient les bonnes personnes. »  à propos de Sebastian Stan et Daisy Edgar-Jones.

Toujours selon la réalisatrice Mimi Cave, les personnages de Steve et Noa ont été incarnés avec une grande part d’improvisation. Les acteurs étaient libres de jouer comme ils le voulaient. « Fresh est un vrai mélange d’écriture et d’improvisation. ».
Mimi Cave admet aussi que le son joue un rôle très important : « Je savais dès le départ que je voulais le son soit très important, qu’il soit dérangeant. Et aussi l’attention portée aux bouches, qui a permis de guider la métaphore tout au long du film. Les bouches sont un symbole de beaucoup de choses : ce qu’on consomme, ce qu’on utilise pour s’exprimer et pour déclarer notre amour… »

## Accueil
Le film a été présenté pour la toute première fois au Festival du Film de Sundance le 20 janvier 2022. Avant sa première, Searchlight a acquis les droits de distribution mondiaux du film.
Une première a eu lieu le 3 mars 2022 à l'intérieur du Hollywood Legion-Post 43 sur Highland Avenue.
Le sujet du film oblige, il n'y a pas eu d'afterparty mais une réception de pré-projection. La réception comprenait une grande table sur laquelle étaient disposés des bocaux en verre remplis de viande crue et des boîtes de collations en forme de parties du corps.
Sur Allociné, le film obtient une note des spectateurs de 2,9/5 et une note de presse de 2,8/5.
Le Parisien, qui lui a mis 4/5, parle d'un film qui "bascule ensuite en un clin d’œil dans le thriller horrifique, affichant une violence grandissante au fil de son histoire. [...] Ceci sans verser dans le gros gore qui tache, et même de manière plutôt stylisée, comme savait si bien le faire l’excellente série « Hannibal »."
Télérama lui a attribué la note de 1/5 : "Avec sa mise en scène pop-pub (overdose de plans vus de l’intérieur du frigo !), son refus de prendre son sujet (au sérieux ou à la blague), sa constante hésitation à en montrer trop ou trop peu, Fresh ne dépasse jamais le banal produit de consommation."